# Kingston St Mary
Kingston St Mary is een civil parish in het bestuurlijke gebied Somerset West and Taunton, in het Engelse graafschap Somerset met 921 inwoners.